# Онучі

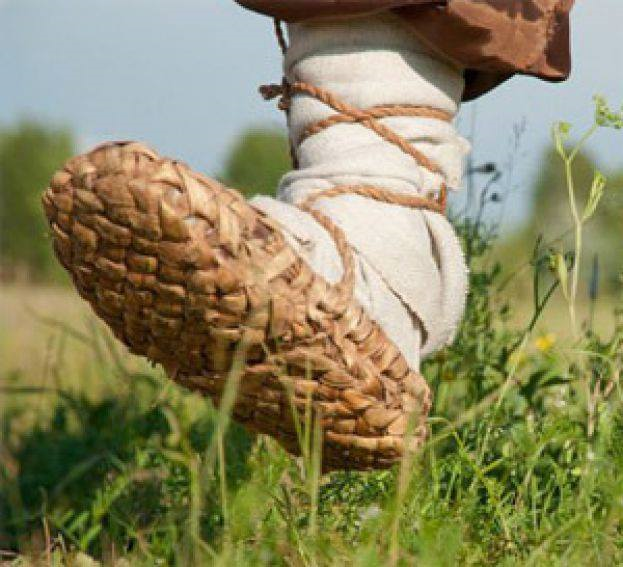
Личак, взутий поверх лляної онучі

Ону́чі (однина онуча; прасл. *onutja, де *on- за походженням є префіксом, *-ut- — коренем, *-ja — суфіксом) — переважно прямокутний шмат тканини, що обмотується спеціальним способом навколо ноги, призначений для носіння постолів, валянок чи чобіт.
У старовину їх носили із личаками. При цьому нога замотувалася до гомілки, онучі утримувалися шкіряними, личаковими, чи бавовняними стрічками чи мотузками. На свято носили червоні чи білі мотузки.
Прямокутник онучі розміром від 70 см до 2 м, шириною близько 40 см (колись тканину просто відривали від сувою полотна). Шматок не оверлочують і не зшивають, щоб шви не понатирали ногу. Стандартна армійська онуча не менша від 0,35 х 0,9 м.

## Переваги і недоліки онуч супроти шкарпеток

### Плюси
- Універсальність у розмірі ноги
- Коли нога замокла (піт влітку, діряве взуття, вода перейшла через верх халяви), можна перемотати онучу іншою, сухою стороною до ноги.
- У районах, прирівняних до Крайньої Півночі, носили дві пари онуч: літні бавовняні і зимові вовняні одночасно. При цьому, зрозуміло, до ноги намотувалася бавовняна онуча.
- Онучі легко прати та кип'ятити в автоклавах для дезінфекції. За відсутності гумки, як в шкарпетках[3], це можна робити за вищої температури і триваліший час.
- Онуча зношується менше шкарпеток, до того ж зношену ділянку можна завжди перемотати, щоб вона не була на критичному до натирання місці.
- Спітнілу ногу на малому привалі, коли нема можливості змінити онучі чи шкарпетки, можна протерти сухою ділянкою онучі; особливо ділянки між пальцями ступні чи застарілих потертостей; це зменшить імовірність появи грибкових захворювань.
- Коли взуття більшого, аніж потрібно, розміру, підмотуванням додаткової пари онуч можна компенсувати незручності руху.

### Мінуси
- Довший час на одягання в порівнянні зі шкарпетками
- Якщо надівати швидко «парашутом»[4], нерідко при тривалому ходінні, бігу, на марш-кидку можливі травми ніг у вигляді потертостей. Хоча подібні травми ще більш імовірні при зібганні шкарпетки, яка до того ж намокає від поту, але не перемотується, як онуча

## Цікаво
- До початку XX ст. і початку масового виробництва шкарпеток і чобіт онучі в арміях світу були звичним явищем. Армії країн Західної Європи одні з перших відмовились від використання онуч. Так напр. Німеччина була противником СРСР у Другій Світовій війні і в цей час у вермахті онуч не видавали. Тому німецькі вояки після зіткнення із частинами РСЧА і проби морозів самі дерли тканину на онучі. Разом з тим у фінській армії, з якою також доводилося воювати радянським солдатам, звичній до війни в умовах Крайньої Півночі, їх носили.
- Онучі в радянській армії використовувались в парі з кирзовими чоботами, які поступили у масове виробництво і вжиток лише під час Другої світової війни, через те, що в країні просто не вистачало натуральної сировини для того щоб взути і вдягти всіх солдатів. Велика заслуга в налагодженні виробництва кирзовиків належала радянському хіміку російського походження Івану Васильовичу Плотникову[5].